# 음양

음양을 나타내는 상징.

음양(陰陽)은 동양의 철학적 사고의 틀이다. 고대 중국인들은 모든 환경을 음양을 가지고 해석했다. 각각 음(陰)과 양(陽)으로 표기하며 세상의 만물이 음 혹은 양으로 나뉘며, 양분된 개념이지만 음양의 공존과 조화를 통해 세상이 유지된다고 생각했다.

## 유래
그 시초가 어느 때였는지는 분명하지 않다. 유가의 시조인 공자가 말하기를 "학(學)하고 사(思)하지 않으면 곧 망(罔)하고 사(思)하고 학(學)하지 않으면 곧 태(殆)한다" (남에게서 배우기만 하고 스스로 사색하지 않는다면 정당한 인식을 얻을 수는 없다. 혼자 사색만 하고 남에게서 배우지 않으면 독단에 빠지고 만다)는 것이나, 또 도가의 시조라고 하는 노자(老子)의 도는 "독립하여 개(改)치 않고 주행하여 태(殆)치 않는다" "도는 독립된 존재며 동시에 보편된 존재다."라고 한 것과 같이 대구법(對句法)으로 사물의 본질과 현상을 설명하려고 하는 설명법은 고대부터 이미 보인다. 대구법으로 사물의 본질을 파악하려고 하는 사고 방식이 사물을 상대적으로 파악하려는 방법이 습성화되어, 음양 사상으로 귀결되었듯이 상대적으로 사물을 파악하려고 하는 사고 방식은, 중국 고대인이 태어날 때부터 갖고 있던 사고 방식으로 보기도 한다.
음양은 춘추전국 시대의 제자백가 중 음양가를 이루며 한 사상으로 성숙하였고, 송대의 주자가 성리학을 통해서 유학과 음양을 결합시켰다고 여겨진다.
보통 음양을 도가 개념으로 생각하기 쉬우나, 본래 노자의 저서(《도덕경》 또는 덕도경)에서는 음양이 언급되지 않았으며, 단지 천(天), 도(道), 유(有), 무(無)에 대해서 언급하고 있을 뿐이다. 아마 후세에 음양과 접목되었을 것으로 생각된다. 노자 도덕경의 덕편 42장엔 음양이 언급되어 있다.(萬物負陰而抱陽) 다만 도덕경에서의 음양이 후대 음양가의 음양만큼 추상화된 개념인가에 대해선 이론의 여지가 많다.

## 음양 사상
우주나 인간 사회에서 일어나는 현상은 하늘에게는 땅이 있고, 해에게는 달, 남에게는 여, 기수에게는 우수, 강에게는 유(柔)가 있음과 같이 서로 상대하는 개념으로 파악할 수가 있다. 이를 플러스(+)와 마이너스(-)로 환원시켜 '플러스와 마이너스 교체' 또는 '소장(消長) 변화'로, 우주나 인간 사회에서 일어나는 현상을 해석하려 함이 음양 사상이다.
이 음양 사상은 상대적으로 사물을 파악한다는 점에서 과학 사상으로서도 우수하며 철학적이다. 음양 사상을 근간으로 인간 사회 현상을 예측하고 판단하려고 함이 바로 '역(易)'으로 생각하는 방법이다.

## 한의학과 음양
한의학의 음양은 한의학의 기본적인 틀이다. 도가와 달리 초기부터 음양이 핵심 개념이었다. 가장 오래되었다는 한의학 문헌 《황제내경》에서도 이미 음양이 사고의 기준으로 사용되고 있는 것으로 이를 알 수 있다.

## 같이 보기
- 기
- 오행
- 태극
- 사주팔자

## 참고 문헌
- 이 문서에는 다음커뮤니케이션(현 카카오)에서 GFDL 또는 CC-SA 라이선스로 배포한 글로벌 세계대백과사전의 〈음양사상〉 항목을 기초로 작성된 글이 포함되어 있습니다.